# Dobro Selo (Bosanski Petrovac)
Dobro Selo (szerbül: Добро Село) falu Bosznia-Hercegovinában, a Bosznia-hercegovinai Föderáció Una-Szanai kantonjában, Bosanski Petrovac községben.

## Fekvése
Bosznia-Hercegovina nyugati részén, Bihácstól légvonalban 49, közúton 57 km-re délkeletre, Bosanski Petrovactól légvonalban és közúton 1 km-re északkeletre, közvetlenül a város mellett fekszik. A házak Šainovac és Ježevac lejtőin találhatók.

## Népessége
| Nemzetiségi csoport | Népesség 1991 | Népesség 2013 |
| ------------------- | ------------- | ------------- |
| Szerb               | 812           | 495           |
| Bosnyák             | 43            | 142           |
| Horvát              | 3             | 4             |
| Jugoszláv           | 29            | 0             |
| Egyéb               | 14            | 14            |
| Összesen            | 901           | 655           |

## Története
A település területén potenciális őskori régészeti lelőhelyet jegyeztek fel. Itt tizenöt méteres körzetben összesen tizenegy kőmonolit található.

## Nevezetességei
Őskori monolitok a falu határában

## Fordítás
- Ez a szócikk részben vagy egészben  a   Dobro Selo (Bosanski Petrovac) című bosnyák Wikipédia-szócikk ezen változatának fordításán alapul.  Az eredeti cikk szerkesztőit annak laptörténete sorolja fel. Ez a jelzés csupán a megfogalmazás eredetét és a szerzői jogokat jelzi, nem szolgál a cikkben szereplő információk forrásmegjelöléseként.